# Gaspar Aquino de Belén
Gaspar Aquino de Belén es un poeta y dramaturgo filipino del siglo XVIII, en idioma tagalo, muy conocido por su popularísima obra Mahal Na Pasion ni Jesu Christo estrenada en 1704.
Esta obra se representa en Semana Santa y consta de dos partes, «Senáculo» y «Crucifixión», cantada en versos de ocho sílabas y en estrofas de cinco versos.
Existen en la literatura colonial filipina múltiples «Pasiones» acerca de la vida de Jesucristo, algunas de ellas clásicas y muy conocidas por el que era su público habitual, un pueblo devoto que los oía y veía con fervor, pues el recitado era escenificado y acompañado.